# Caloplaca thallincola
Espèce
Caloplaca thallincola est une espèce de lichen encroûtant de la famille des Teloschistaceae. Il s'agit d'une espèce strictement maritime qui a besoin des embruns salés pour se développer. Elle colonise les roches siliceuses aussi bien sur le littoral atlantique qu'en Méditerranée.
La partie centrale de son thalle est aréolée et comporte de nombreuses apothécies prenant l'allure de petits disques orangés, d'abord concaves puis convexes, sa marge a un aspect nettement lobé (dit placodioide ou placodioforme), les lobes se présentent en longs doigts divisés (voire  « palmés ») qui se recouvrent partiellement.
Ce lichen vit dans l'étage supralittoral en mode abrité, juste au-dessus de la limite supérieure de l'estran, dans la ceinture dominée par le lichen noir Verrucaria maura. Il recouvre fréquemment ce lichen noir qu'il parasite.
Il est pâturé par les mollusques tels que patelles et bigorneaux.